# Schienenverkehr in Kolumbien

Eisenbahnnetz in Kolumbien

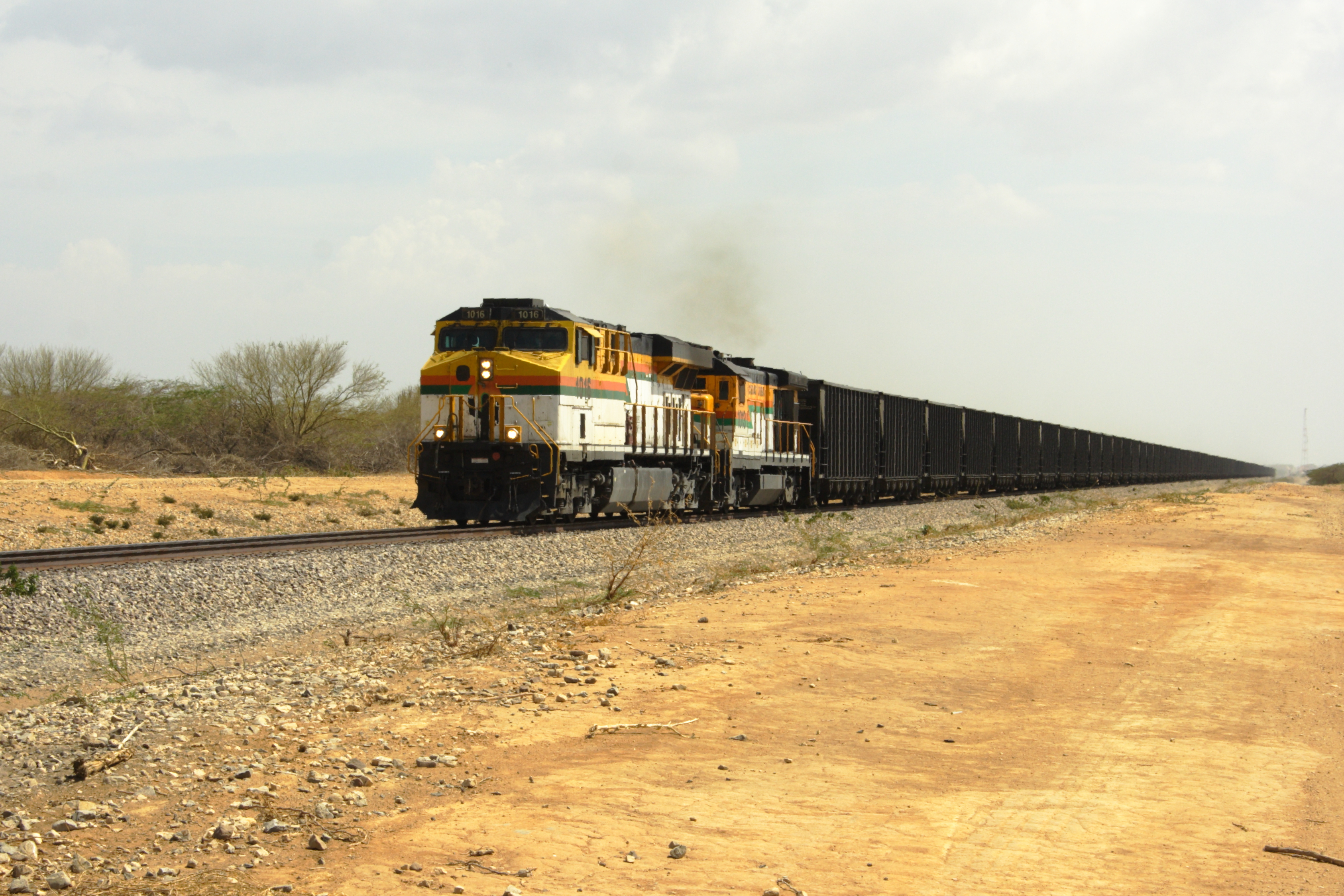
Ein Kohlezug aus dem Bergwerk El Cerrejón nahe Uribia

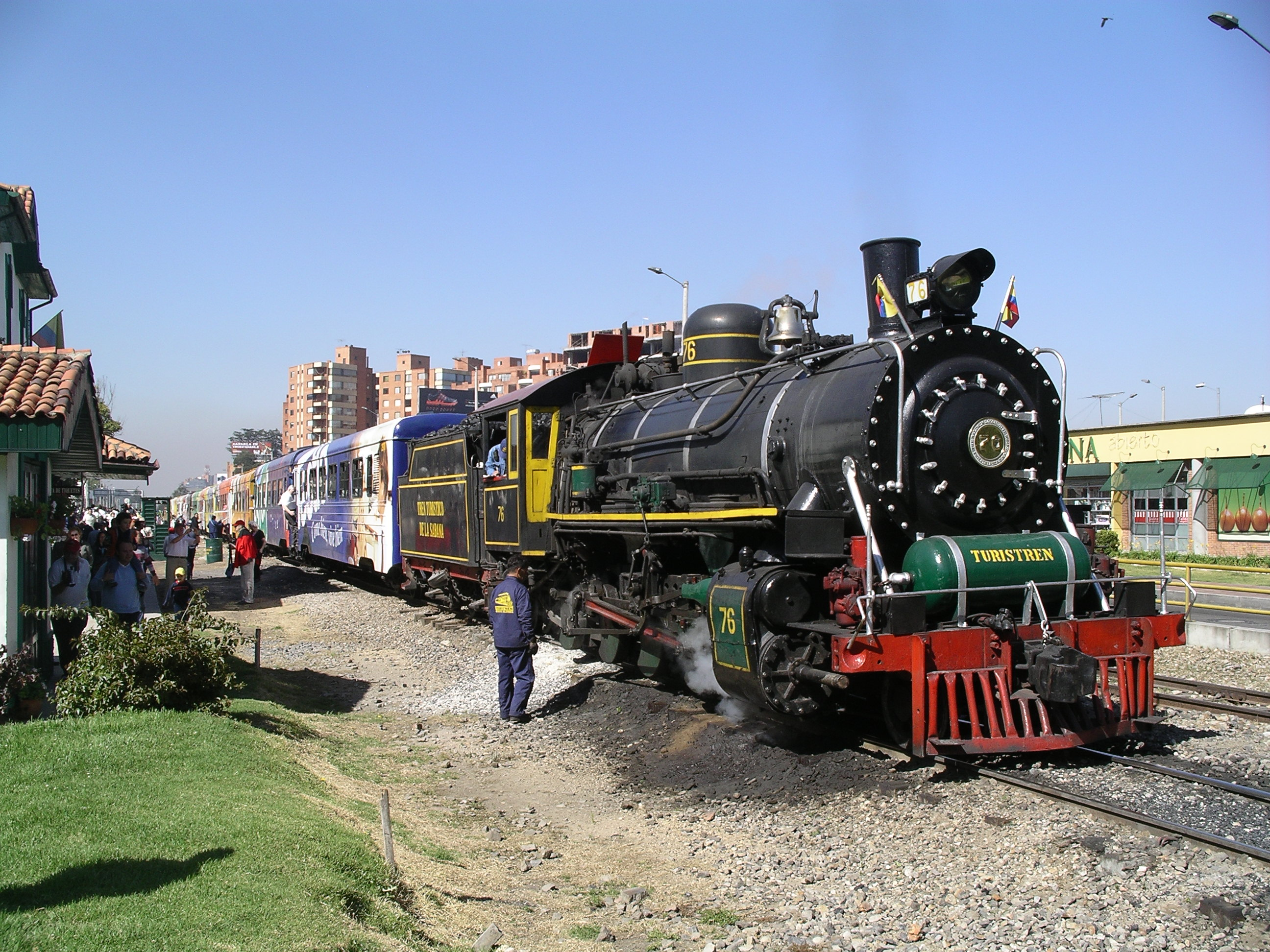
Der als Museumseisenbahn betriebene Tren Turístico de la Sabana zwischen Bogotá und Zipaquirá

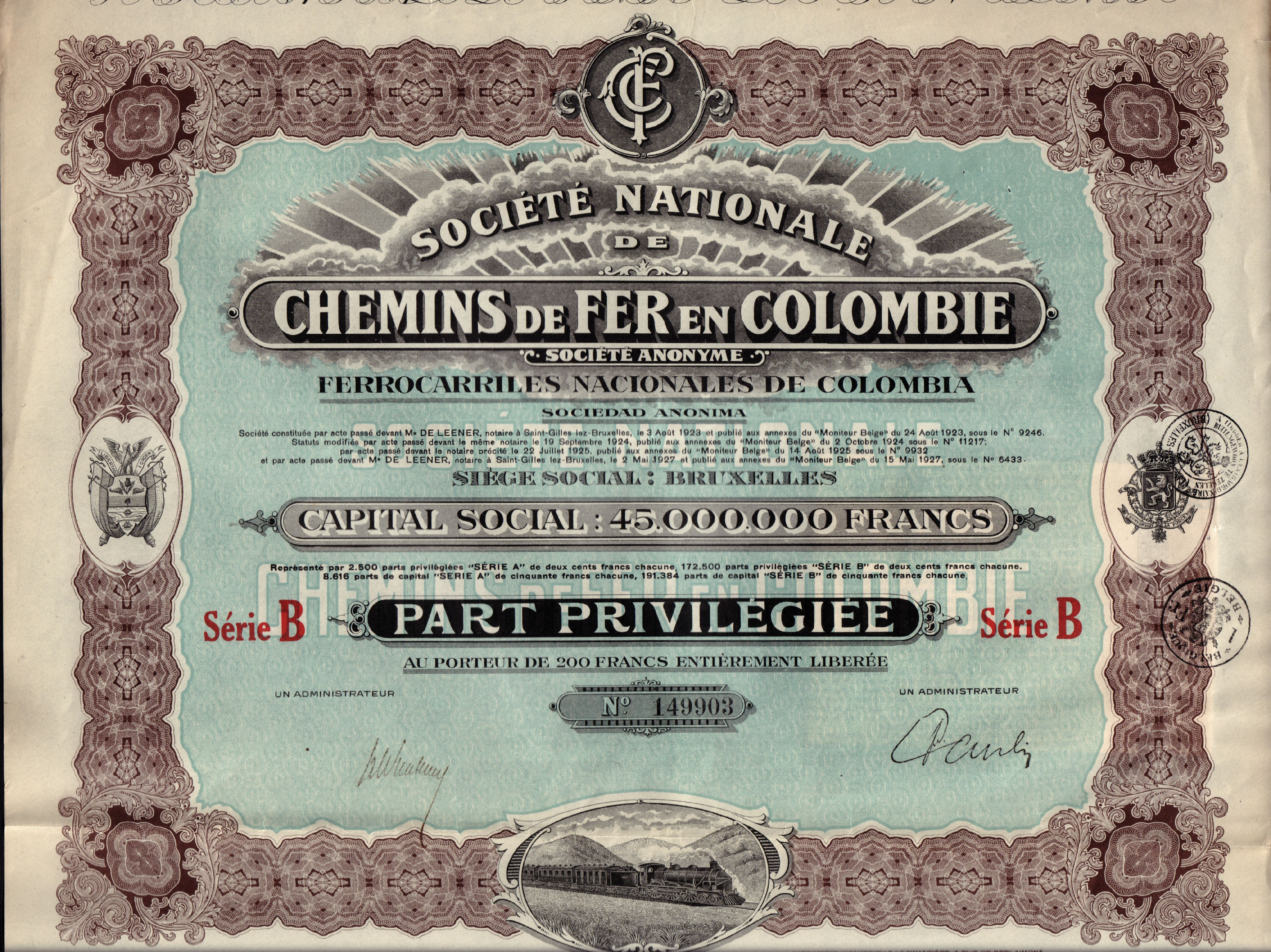
Part Privilegiee 1927

Der Schienenverkehr in Kolumbien spielte eine große Rolle in der Entwicklung Kolumbiens. Heute ist vor allem der Güterverkehr von Bedeutung.

## Netzwerk
Das Eisenbahnnetz in Kolumbien hat eine Gesamtlänge von 3304 km. Davon sind 150 km Normalspur auf der für den Kohletransport genutzten Strecke von den Kohlebergwerken El Cerrejón zum Hafen Puerto Bolívar an der Bahía Portete. Die verbleibenden 3154 km sind Schmalspur mit einer Spurweite von 914 mm (3 Fuß), von denen noch 2611 km in Betrieb sind.
Die staatliche Eisenbahngesellschaft Ferrocarriles Nacionales de Colombia wurde in den 1990er Jahren liquidiert. Seitdem gibt es Personenverkehr auf den klassischen Eisenbahnstrecken nur noch auf der als Museumseisenbahn betriebenen Tren Turístico de la Sabana zwischen Bogotá und Zipaquirá. Hier werden Dampflokomotiven eingesetzt.
In und um Barrancabermeja verkehren täglich Passagierzüge, die die Orte Puente Sogamoso, Garcia Cadena, Puerto Berrío und Puerto Parra erschließen. Der Betreiber ist Coopsercol.
Es gibt zurzeit keinen grenzüberschreitenden Eisenbahnverkehr mit den Nachbarstaaten, aber es wird in Erwägung gezogen, die Strecke nach Venezuela wieder zu eröffnen.

## Konzessionen

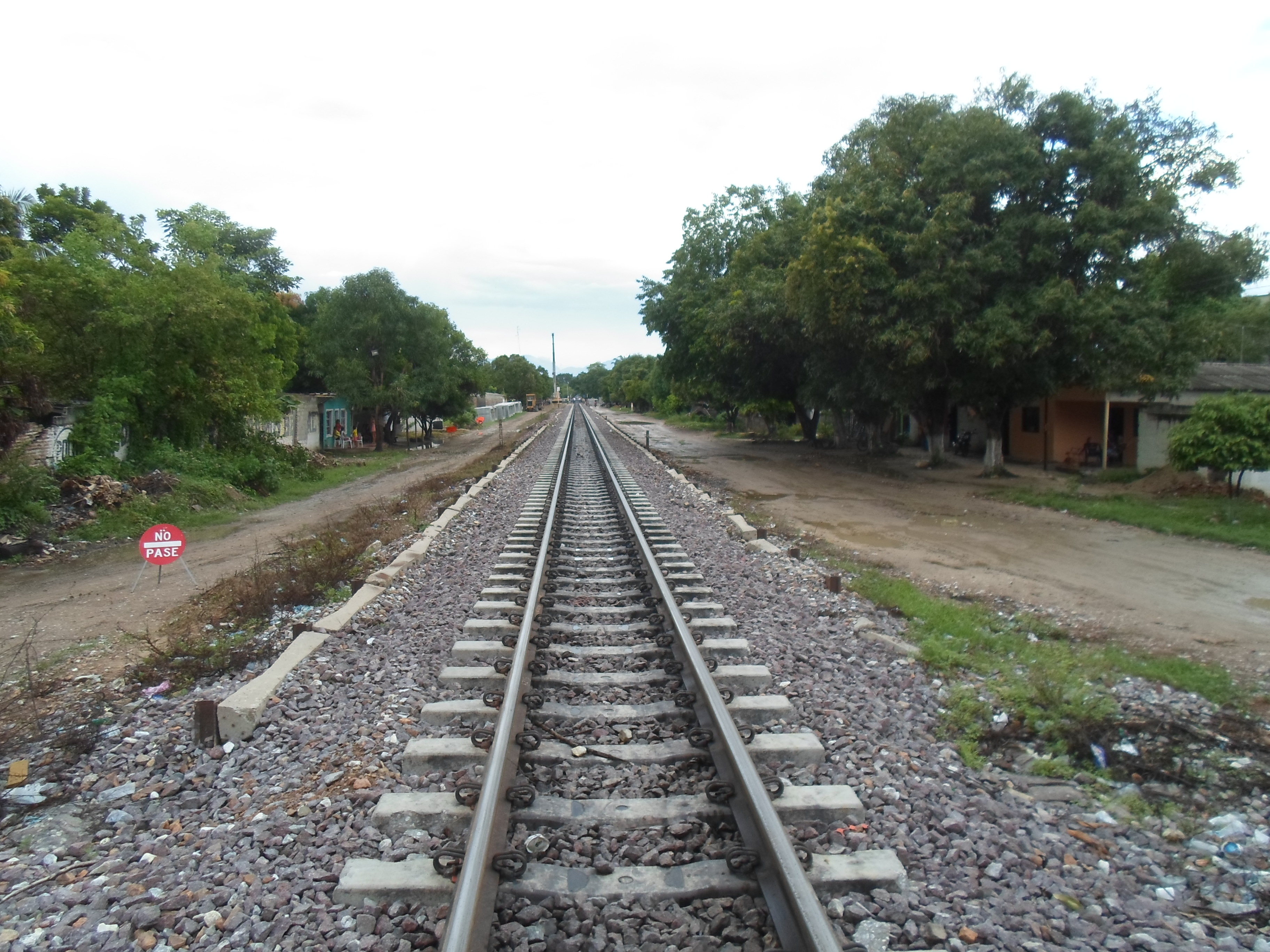
Bahnstrecke saniert für den Kohleverkehr

Die Atlantik-Konzession wurde am 27. Juli 1999 an die Ferrocarriles del Norte de Colombia S.A. (FENOCO) zum Betrieb der Eisenbahn vergeben. Seit Juli 2003 wird auf der 256 km langen Strecke Bogotá–Belencito im Rahmen der Atlantik-Konzession Zement transportiert. Zwischen La Loma und Ciénaga findet ein umfangreicher Kohleverkehr statt. Hier wurde mittlerweile auf rund 140 km ein zweites Gleis verlegt. Für den Kohleverkehr gibt es mit Puerto Drummond einen eigenen Tiefseehafen. Für den Kohleverkehr gibt es eine eigene Konzession.
Die Pazifik-Konzession wurde am 4. November 1998 an die Sociedad Concesionaria de la Red Férrea del Pacífico SA vergeben, die später in Tren de Occidente SA umbenannt wurde. Seit 1991 wird auf der 192 km langen Schmalspurstrecke von La Loma nach Puerto Drummond Kohle transportiert. Die Pazifikstrecke von La Paila nach Buenaventura ist 292 km lang.
Im November 2009 richtete die kolumbianische Regierung ein aus Beratern und Spezialisten bestehendes Komitee ein, um die Ferroviario-Central-Konzession im Wert von 440 Mio. US-$ auszuschreiben. Die Ausschreibung wurde aber wegen eines Korruptionsverdachtes verzögert und konnte erst im Februar 2011 wiederaufgenommen werden. Daraufhin wurden die 257 km lange Bahnstrecke Bogotá–Belencito und die 523 km lange Bahnstrecke La Dorada–Chiriguaná von 2013 bis 2016 generalsaniert. Eine vieldiskutierte Umspurung in eine Normalspurstrecke mit einer Spurweite von 1435 mm wurde aufgrund der wesentlich höheren Kosten verworfen.

## Investitionen
Für 2008 waren ein 600 Millionen US-Dollar schweres Investitionsprogramm sowie Untersuchungen für eine 350 Millionen US-Dollar teure neue Verbindung zwischen Puerto Berrío und Saboya geplant. Hierfür wäre es erforderlich, neue Strecken zwischen Neiva und Villavieja sowie zwischen Ibagué und La Dorada zu errichten; zwischen Sogamoso und Tunja sowie zwischen Puerto Berrío und Cisneros wären Nachrüstungen nötig.

## Bahnstrecken

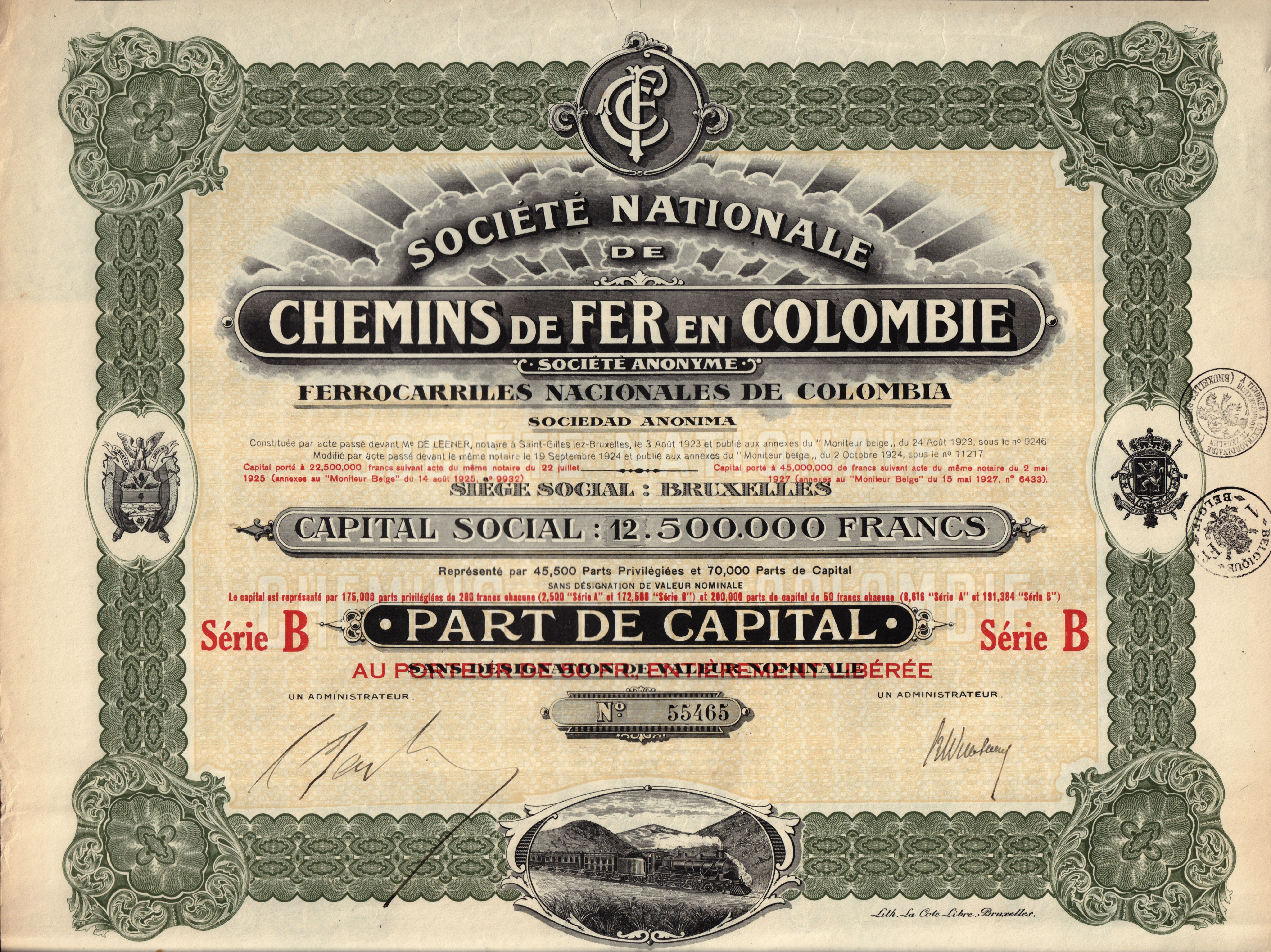
Part de Capital 1927

| Bahnstrecke                             | Streckenverlauf | Bauzeit   |
| --------------------------------------- | --- | --------- |
| Ferrocarril de Bolívar                  | Barranquilla – Puerto Salgar – Puerto Colombia                                                                                        | 1869–1873 |
| Ferrocarril de Santa Marta              | Santa Marta – Ciénaga – Aracataca – Fundación                                                                                         | 1881–1906 |
| Ferrocarril de Cartagena                | Cartagena – Calamar | 1889–1894 |
| Ferrocarril de Girardot                 | Girardot – Apulo – Facatativá (Verbindung mit der FC de La Sabana)                                                                    | 1881–1909 |
| Ferrocarril de La Sabana y Cundinamarca | Bogotá – Facatativá – Puerto Salgar                                                                                                   | 1881–1909 |
| Ferrocarril del Norte                   | Bogotá – Puente del Común – Cajicá – Zipaquirá – Chiquinquirá – Barbosa                                                               | 1889–1935 |
| Ferrocarril del Sur                     | Soacha – Sibaté – Bogotá (Verbindung mit der FC de La Sabana) – Salto del Tequendama                                                  | 1895–1927 |
| Ferrocarril del Oriente                 | Puente Nuñez – Río Fucha – Yamasá – Usme                                                                                              | 1914–1931 |
| Ferrocarril del Carare                  | Tunja – Vélez | 1925–1928 |
| Ferrocarril del Nordeste                | Bogotá – Usaquén – Albarracín – Tunja – Sogamoso – Paz del Río                                                                        | 1925–1938 |
| Ferrocarril de Pacífico                 | Buenaventura – Córdoba – Dagua – Yumbo – Cali – Palmira – Buga – Tuluá – Bugalagrande – Zarzal – Cartago und Cali – Jamundí – Popayán | 1872–1927 |
| Ferrocarril del Tolima-Huila            | Girardot – Ibagué (Verbindung mit der FC Armenia) – Chicoral – El Espinal – Villavieja – Neiva                                        | 1893–1937 |
| Ferrocarril de Antioquia                | Puerto Berrío – Pavas – Medellín | 1874–1914 |
| Ferrocarril Armenia – Ibagué            | Armenia (Verbindung mit der FC Pacífico) – Ibagué (Verbindung mit der FC Tolima)                                                      | 1914–1949 |
| Ferrocarril de Caldas                   | Puerto Caldas/Cartago – Pereira – Manizales und Nasederos – Quimbaya – Armenia (Verbindung mit der FC Pacífico)                       | 1915–1929 |
| Ferrocarril de Cúcuta                   | Cúcuta – Puerto Santander – Venezuela and Cúcuta – Río Táchira                                                                        | 1878–1888 |
| Ferrocarril del Atlántico               | Puerto Wilches – Puerto Salgar – Puerto Berrío – Gamarra – Fundación und La Dorada – Puerto Berrío                                    | 1950–1961 |
| Ferrocarril de Nariño                   | Tumaco – Aguaclara – Llorente (Nariño) – El Diviso                                                                                    | 1924–1944 |

## Städtischer Nahverkehr

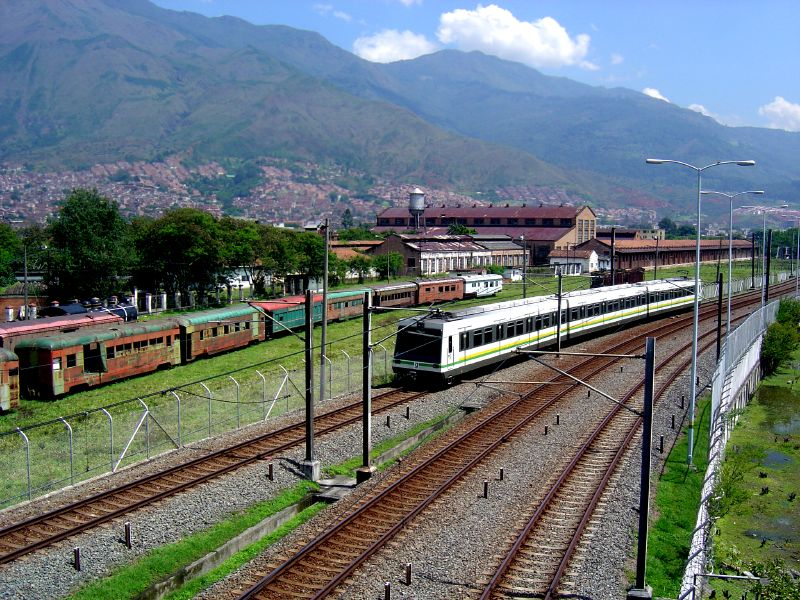
Die Metro de Medellín in Medellín neben alten Schienenfahrzeugen

Medellín ist die einzige Stadt in Kolumbien mit einem U-Bahn-System (Stand 2023): die Metro de Medellín besteht aus zwei Linien mit 27 Stationen und wurde 2022 von über 200 Millionen Fahrgästen genutzt.
Darüber hinaus existiert in Medellín die Ayacucho-Tram, eine Straßenbahn auf Gummireifen nach dem System Translohr.
Seit März 2020 befindet sich die Metro Bogotá im Bau, ihr erster Teil wird voraussichtlich 2028 eröffnet werden.
Auf dem Berg Monserrate dient eine Standseilbahn dem Personenverkehr.